# 马罗莱特
马罗莱特（法語：Marollette，法語發音：[maʁɔlɛt]）是法国萨尔特省的一个市镇，属于马梅尔斯区。

## 地理
马罗莱特（48°22'11"N, 0°21'4"E）面积5.7 平方千米，位于法国卢瓦尔河地区大区萨尔特省，该省份为法国西北部内陆省份，北起顺时针与奥恩省、厄尔-卢瓦省、卢瓦-谢尔省、安德尔-卢瓦尔省、曼恩-卢瓦尔省和马耶讷省接壤，是法国大西部的入口，连接卢瓦尔河谷、布列塔尼和巴黎盆地。
与马罗莱特接壤的市镇（或旧市镇、城区）包括：叙雷、蒙戈德里、阿耶尔-博瓦尔、圣隆吉、马梅尔斯。

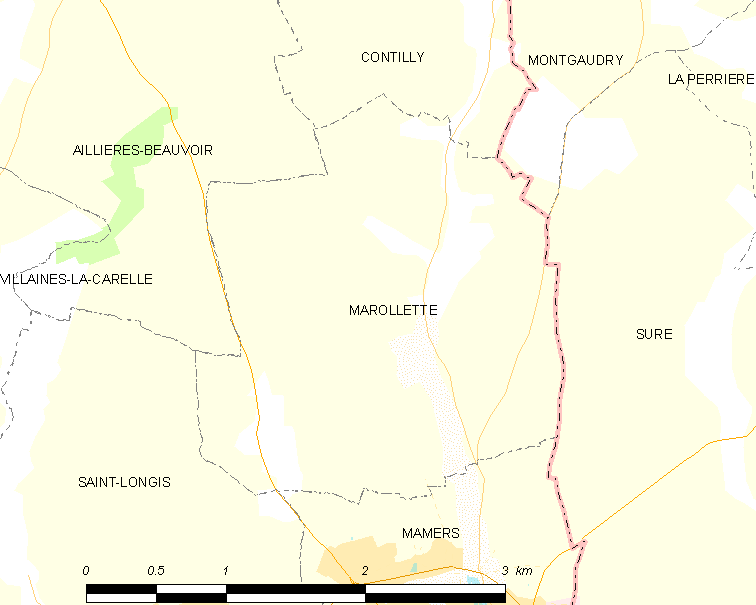
马罗莱特的OSM定位图

马罗莱特的时区为UTC+01:00、UTC+02:00（夏令时）。

## 行政
马罗莱特的邮政编码为72600，INSEE市镇编码为72188。

## 政治
马罗莱特所属的省级选区为马梅尔斯县。

## 人口

1962-2008年间马罗莱特人口变化图示

马罗莱特于2022年1月1日时的人口数量为159人。